# ستيفي روس
ستيفي روس (بالإنجليزية: Stevie Ross)‏ هو لاعب كرة قدم بريطاني في مركز الهجوم، ولد في 27 يناير 1965 في غلاسكو في المملكة المتحدة. لعب مع نادي كلايدبانك ‏.

## وصلات خارجية
- ستيفي روس على موقع Soccerbase.com (لاعب) (الإنجليزية)